# Yannick Schall

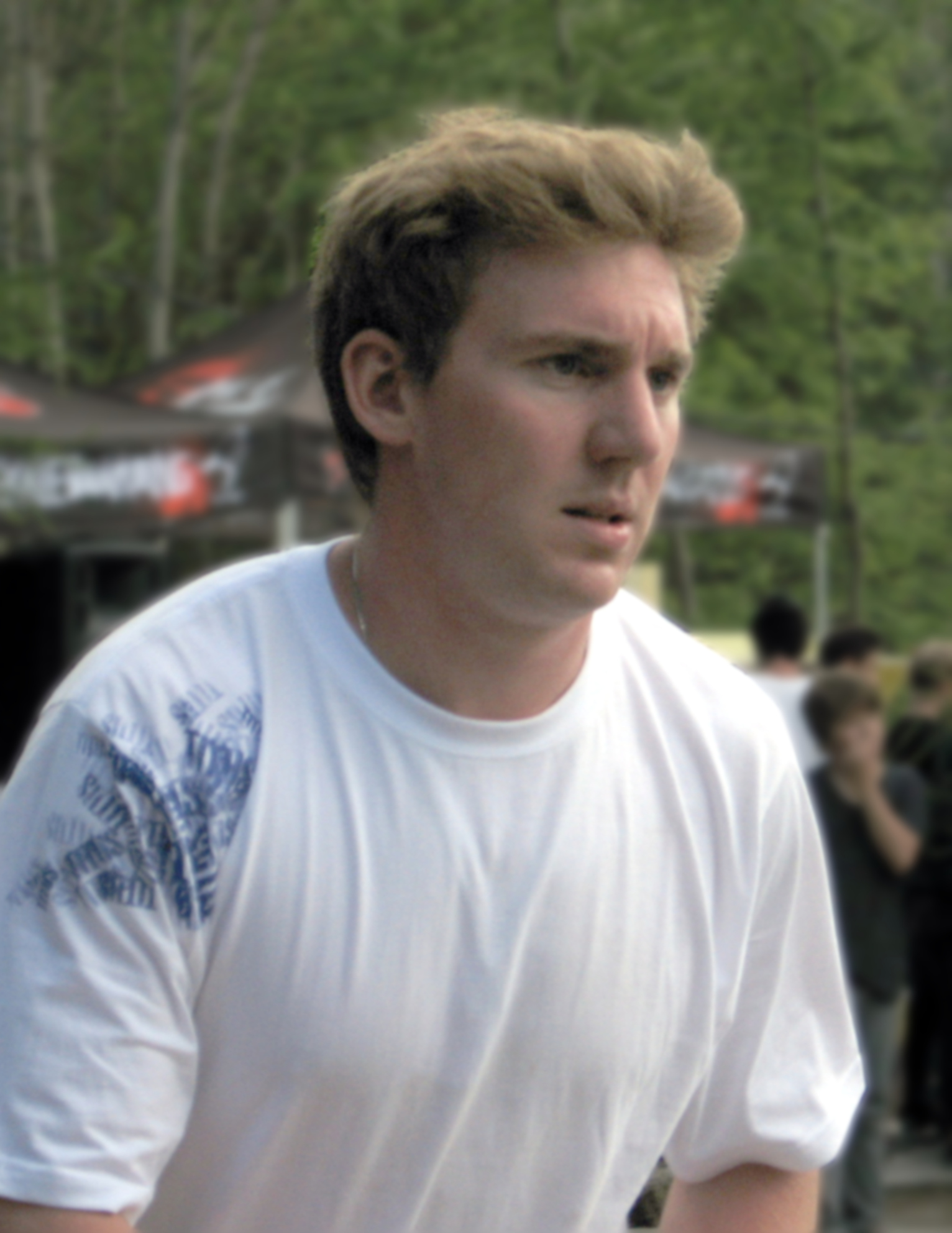
Yannick Schall (2012)

Yannick Schall (* 21. April 1988 in Gießen) ist ein deutscher Skateboarder und mehrfacher Deutscher Meister.
Yannick Schall wuchs in Berlin auf und legte dort 2007 an der 13. Oberschule das Abitur ab. Er studierte seit 2009 an der Humboldt-Universität Sportwissenschaften und Geschichte als Lehramtsstudium. Schall arbeitete nach dem Studium als Referendar an dem Humboldt-Gymnasium in Berlin-Tegel.
Seit 2018 unterrichtet Yannick Schall Geschichte, Sport, Gesellschaftswissenschaften und Ethik am Romain-Rolland-Gymnasium in Berlin.

## Erfolge
Schall begann 2001 als Zwölfjähriger mit dem Skateboardfahren. Er wurde in den Jahren 2006, 2009 und 2011 Sieger des Telekom Club of Skaters, auch kurz Cos Cup genannt, in der Disziplin „Street“. Der Cos Cup ist die offizielle deutsche Meisterschaft, die vom Deutschen Rollsport und Inline-Verband legitimiert wurde.